# Kazuya
Kazuya  è un nome proprio di persona giapponese maschile.

## Origine e diffusione
Può essere scritto con differenti kanji, avendo quindi più significati possibili, fra i quali:
- 一八, "uno" e "otto"
- 一矢, "uno" e "freccia"
- 一哉, "uno" e "anche" (o particella rafforzativa)
- 和哉, "armonia", "pacifico" e "anche" (o particella rafforzativa), quindi "pacifico"[1]
- 和也, "armonia", "pacifico" e "essere"
- 和矢, "armonia", "pacifico" e "freccia"
- 和哉, "armonia", "pacifico" e "ahimè", "purtroppo"

## Onomastico
Non ci sono santi con questo nome, che è quindi adespota: l'onomastico può essere festeggiato il 1º novembre ad Ognissanti.

## Persone
- Kazuya Igarashi, calciatore giapponese
- Kazuya Kamenashi, cantante, attore e ballerino giapponese
- Kazuya Maekawa, calciatore giapponese
- Kazuya Minekura, fumettista giapponese
- Kazuya Nakai, doppiatore giapponese
- Kazuya Yamamura, calciatore giapponese
- Kazuya Yoshioka, saltatore con gli sci giapponese

## Il nome nelle arti
- Kazuya Kurata è un personaggio della serie Kanon.
- Kazuya Mishima è un personaggio della serie di videogiochi Tekken.